# Saumane (Alpes-de-Haute-Provence)
Saumane település Franciaországban, Alpes-de-Haute-Provence megyében. Lakosainak száma 125 fő (2022. január 1.). Saumane Banon, L’Hospitalet, Lardiers és La Rochegiron községekkel határos.

## Népesség
A település népessége az elmúlt években az alábbi módon változott:
| Lakosok száma | 74   | 60   | 80   | 101  | 110  | 111  | 118  | 122  | 120  | 125  |
|               | 1968 | 1982 | 1990 | 2006 | 2013 | 2015 | 2017 | 2019 | 2020 | 2022 |